# Lucinda Brand
Lucinda Brand (født 2. juli 1989) er en nederlandsk cykelrytter, der er på kontrakt hos Lidl-Trek. Efter at hun i fire år havde kørt for Rabo-Liv, blev det i august 2016 annonceret, at hun havde underskrevet en to-årig kontrakt med Team Liv-Plantur med en rolle som holdleder, kaptajn som en del af holdets spurttog. I 2016 vandt hun Ladies Tour of Norway.